# 한건용
한건용(韓健鏞, 1991년 6월 28일 ~ )은 대한민국의 축구 선수이며 포지션은 중앙 미드필더 겸 스트라이커이다. 현재 K3리그 부산교통공사 축구단에서 뛰고 있다.

## 축구인 생활

### 클럽팀
2014년 울산 현대미포조선에 입단하였다.
2015년 주전으로 활약하며 팀의 리그 우승으로 이끌었고, 동시에 내셔널리그 베스트일레븐과 득점왕에 선정되었다.
2016년 팀의 리그 우승을 이끈 후 팀이 해체되면서 안산 그리너스 FC에 입단하였다.
2017년 3월 4일 대전 시티즌과의 팀 창단 첫 경기서 후반 막판 극장골을 성공시키며 팀의 창단 첫 승을 이끌었다.
2018년 여름 이적시장에서 내셔널리그의 경주 한국수력원자력으로 이적했다.
2020시즌을 앞두고 K4리그의 진주시민축구단으로 이적했다.

## 수상

### 클럽

#### 울산 현대미포조선
- 내셔널리그
  - 우승 3회 : 2014, 2015, 2016

### 개인
- 내셔널리그 득점상 (1) : 2015
- 내셔널리그 베스트 11 (1) : 2015